# Peter Blake
Peter Thomas Blake (Dartford, Kent, 25 de junho de 1932) é um artista plástico britânico e um dos principais representantes da arte pop moderna. Em 1967, tornou-se muito conhecido por ter sido co-autor da capa do álbum Sgt. Pepper's Lonely Hearts Club Band, dos Beatles. Por este trabalho, conquistou o prêmio Grammy de "Melhor Capa de Álbum", em 1968.  Também desenvolveu significativa carreira na pintura, através de um estilo artístico que incorpora diferentes materiais (colagem) para a produção de gravuras que valorizam os principais aspectos da cultura de massa (popular). Além disso, é característica de suas obras o uso de cores fortes.[carece de fontes?]
São exemplos de obras produzidas por Peter Blake: Na varanda (1957); O primeiro verdadeiro alvo (1961); Autorretrato com emblemas (1961); A loja de brinquedos (1962); The Beach Boys (1964); Ebony Tarzan (1972); Poder vermelho (1972); O Tuareg (1972); Puck (1977); A coruja e a gatinha (1983); O encontro (1983) e Sem título (1997).[carece de fontes?]
A varanda (1955-1957) é considerado uma das mais importantes obras do artista. Nele, as personagens estão sentadas em um banco de jardim e rodeadas por obras de arte, que fazem referência a quatro quadros que foram produzidos por alunos de Blake, além de objetos de consumo descartáveis do dia-a-dia da época, como maços de cigarro, uma capa da revista Life, embalagens de alimentos, etc. A composição da obra é simples e sem perspectiva, mas famosa por causar impacto visual direto no espectador, que olhando atualmente pode avaliar a cultura popular dos anos 50. Trata-se de um óleo sobre tela que mede 121,3 cm de altura x 90,8 cm de largura e está exposto na Tate Gallery, em Londres. 

## Biografia
De 1946 a 1951, Peter Blake estudou na Gravesend Technical College Junior Art School, localizada em Kent, na Inglaterra. Nela, aprendeu fundamentos criativos, como habilidades básicas de desenho, tipografia e marcenaria, além de ter sido introduzido à alta cultura, que inclui as artes plásticas e a música clássica. Mesmo assim, nunca perdeu contato com suas raízes da classe trabalhadora, e por isso continuava interessado em coisas como clubes de jazz, futebol, corridas e luta livre. 
Entre 1953 e 1956, estudou no Royal College of Art, em Londres. A princípio, Peter Blake se inscreveu para o curso de desenho gráfico da faculdade, mas em vez disso uma pintura que foi enviada junto com o seu portfolio garantiu a ele uma vaga no curso de pintura. Nessa época, Blake foi aluno de Ruskin Spear, um artista inglês cujo trabalho de inspiração dadaísta utilizava objetos banais na criação de obras de arte. Isso encorajou o jovem a começar a explorar a cultura popular nas suas próprias obras, uma vez que lhe daria a oportunidade de pintar sobre os assuntos de que mais gostava. 
Ao longo de sua vida, Peter Blake realizou várias viagens ao redor da Europa, nas quais entrou em contato com diversos estilos artísticos. Em 1964, começou a ensinar na St. Martin's School of Art, também em Londres. 
Em 1975, foi um dos fundadores do grupo artístico britânico Brotherhood of Ruralists (em português, confraria dos ruralistas), depois que mudou-se para Wellow (Somerset) com a sua então esposa e também artista Jann Haworth.  Juntos, permaneceram como membros até 1984, seguindo o ideal de trabalhar em conjunto no interior (assim como faziam os artistas do século XIX), pintando obras relacionadas à natureza e ao rural.  Nesse meio tempo, em 1981, Peter Thomas Blake tornou-se membro da Academia Real Inglesa.
Após o seu estilo inicial ligado ao realismo, Blake juntou-se a Richard Hamilton, tornando-se uma das figuras chave da Pop Art na Inglaterra. Nessa época, passou a utilizar em suas obras a representação pictórica dos comerciais da época. 
Em 2012, quando o artista completou 80 anos de idade, a Pallant House Gallery, em Chichester, na Inglaterra, preparou a exposição “Peter Blake and Pop Music”, que explora a forte relação do artista com a música. 